# Drip Fed Fred
Drip Fed Fred is een lied van de Britse ska-/popband Madness waarop hun inspirator Ian Dury meezingt. Het werd in januari 2000 op Virgin uitgebracht als derde en laatste single van het album Wonderful in een remix-uitvoering met als B-kanten Elysium en Light Of The Way

## Achtergrond
Drip Fed Fred is geschreven door saxofonist Lee Thompson die ook de demoversie (We Want Freddie; afsluiter op de single) inzong; de titel is er een zoals Ian Dury die vaker verzon. Tijdens een bezoek aan Amsterdam, de toenmalige woonplaats van pianist Mike Barson, kwam Thompson Dury tegen; de zanger was in Nederland voor een concert in de poptempel Paradiso en wilde graag meewerken aan de single. 
Begin 1999 dook Madness de studio in voor de opnamen van hun eerste album sinds Mad Not Mad uit 1985. Drip Fed Fred werd met succes uitgeprobeerd tijdens de optredens die voorafgingen aan de vertraagde albumrelease. Dury was enkel aanwezig bij een benefietconcert, de opnamen van de videoclip en twee televisie-optredens op de BBC. De omroep maakte echter bewaar tegens de zinsregel "We'll take pity on your souls, and only cap your knees" ("We zullen jullie sparen en breken enkel jullie knieën"), en knipte deze weg uit het optreden in de loterijshow. Opbrengsten van de single, die in de Britse hitlijst slechts tot een 55e plaats kwam, gingen naar het kankerfonds waarvan Dury ambassadeur was. 27 maart 2000 overleed hij zelf aan deze ziekte waarna er een herdenkingsconcert voor hem werd georganiseerd. Dit was een van de laatste gelegenheden waar Madness Drip Fed Fred speelde. Een van de andere deelnemers, komiek Phil Jupitus, viel een jaar eerder in voor Dury in het programma TFI Friday.